# فيكتور س. أندرسون
فيكتور س. أندرسون (بالإنجليزية: Victor C. Anderson)‏ هو رسام أمريكي، ولد في 1882، وتوفي في 1937.